# Carlos Ponck
Carlos dos Santos Rodrigues (ur. 13 stycznia 1995 w Mindelo) – kabowerdyjski piłkarz grający na pozycji środkowego obrońcy. Od 2022 jest zawodnikiem klubu Çaykur Rizespor, do którego jest wypożyczony z İstanbul Başakşehir.

## Kariera klubowa
Swoją piłkarską karierę Ponck rozpoczął w klubie FC Derby, w barwach którego zadebiutował w sezonie 2011/2012. W 2012 roku odszedł do CS Mindelense. W sezonach 2012/2013 i 2013/2014 wywalczył z nim dwa mistrzostwa Republiki Zielonego Przylądka.
Na początku 2014 roku Ponck przeszedł do CDR Quarteirense, grającego w Segunda Divisão Portuguesa. Pół roku później przeniósł się do drugoligowego SC Farense. Swój debiut w nim zaliczył 10 sierpnia 2014 w wygranym 1:0 domowym meczu ze Sportingiem B. Grał w nim do końca 2015 roku.
W styczniu 2016 Ponck został zawodnikiem Benfiki. Niedługo potem został wypożyczony do FC Paços de Ferreira, w którym swój debiut w pierwszej lidze zanotował 15 lutego 2016 w zremisowanym 1:1 wyjazdowym meczu z Rio Ave FC. W Paços de Ferreira grał przez pół roku.
Latem 2016 Ponck wrócił do Benfiki i stał się członkiem zespołu rezerw. Swój debiut w nich w Segunda Lidze zaliczył 6 sierpnia 2016 w zremisowanym 1:1 domowym meczu z CD Cova da Piedade. Jeszcze w sierpniu 2016 trafił na wypożyczenie do GD Chaves, w którym zadebiutował 18 września 2016 w zwycięskim 1:0 wyjazdowym meczu z FC Arouca i w którym spędził rok.
W lipcu 2017 Poncka wypożyczono do CD Aves. Swój debiut tym klubie zanotował 6 sierpnia 2017 w przegranym 0:2 domowym spotkaniu ze Sportingiem. W sezonie 2017/2018 zdobył z Aves Puchar Portugalii. W lipcu 2018 został wykupiony przez Aves i grał w nim również w sezonie 2018/2019.
W lipcu 2019 Ponck odszedł z Aves do tureckiego İstanbul Başakşehir. Zadebiutował w nim 18 sierpnia 2019 w przegranym 0:3 wyjazdowym meczu z Yeni Malatyasporem. W sezonie 2019/2020 wywalczył tytuł mistrza Turcji.
W lutym 2022 Ponck został wypożyczony do klubu Çaykur Rizespor. Swój debiut w nim zaliczył 11 lutego 2022 w zremisowanym 0:0 wyjazdowym spotkaniu z Altay SK.
| Sezon   | Klub                 | Kraj                          | Rozgrywki           | Mecze | Gole |
| ------- | -------------------- | ----------------------------- | ------------------- | ----- | ---- |
| 2011/12 | FC Derby             | Republika Zielonego Przylądka | 2. liga             | ?     | ?    |
| 2012/13 | CS Mindelense        | Republika Zielonego Przylądka | Campeonato Nacional | ?     | ?    |
| 2013/14 | CS Mindelense        | Republika Zielonego Przylądka | Campeonato Nacional | ?     | ?    |
| 2013/14 | CDR Quarteirense     | Portugalia                    | Segunda Divisão     | 12    | 0    |
| 2014/15 | SC Farense           | Portugalia                    | Segunda Liga        | 40    | 0    |
| 2015/16 | SC Farense           | Portugalia                    | Segunda Liga        | 21    | 0    |
| 2015/16 | FC Paços de Ferreira | Portugalia                    | Primeira Liga       | 8     | 0    |
| 2016/17 | SL Benfica B         | Portugalia                    | Segunda Liga        | 4     | 0    |
| 2016/17 | GD Chaves            | Portugalia                    | Primeira Liga       | 27    | 0    |
| 2017/18 | CD Aves              | Portugalia                    | Primeira Liga       | 29    | 1    |
| 2018/19 | CD Aves              | Portugalia                    | Primeira Liga       | 32    | 2    |
| 2019/20 | İstanbul Başakşehir  | Turcja                        | Süper Lig           | 22    | 1    |
| 2020/21 | İstanbul Başakşehir  | Turcja                        | Süper Lig           | 23    | 0    |
| 2021/22 | İstanbul Başakşehir  | Turcja                        | Süper Lig           | 6     | 0    |

## Kariera reprezentacyjna
W reprezentacji Republiki Zielonego Przylądka Ponck zadebiutował 28 marca 2017 w wygranym 2:0 towarzyskim meczu z Luksemburgiem, rozegranym w Hesperange. W 2022 roku został powołany do kadry na Puchar Narodów Afryki 2021. Na tym turnieju nie rozegrał żadnego meczu.